# Dryopteris triploidea
Dryopteris triploidea är en träjonväxtart som beskrevs av Edgar Theodore Wherry. Dryopteris triploidea ingår i släktet Dryopteris och familjen Dryopteridaceae. Inga underarter finns listade.